# Małe Zabrze
Małe Zabrze (niem. Klein-Zabrze) – dawna wieś, od 1905 część Zabrza.
Do 1873 gmina jednostkowa w powiecie bytomskim, od 1873 w powiecie zabrskim.
1 kwietnia 1905 gminę Małe Zabrze zniesiono, łącząc ją z gminami Stare Zabrze (Alt-Zabrze) i Dorota (Dorotheendorf) oraz obszarami dworskimi Zaborze i Zabrze w nową gminę Zabrze (Zabrze). Nazwę gminy Zabrze zmieniono 21 lutego 1915 na Hindenburg O.S., a 1 października 1922 gminie nadano prawa miejskie. Obszar Małego Zabrza utworzył dzielnicę Hindenburg-Nord (Zabrze-Północ).
1 stycznia 1927, w związku ze zniesieniem powiatu zabrskiego, Zabrzu nadano status powiatu grodzkiego.
Współcześnie tereny Małego Zabrza wchodzą w skład zabrzańskich dzielnic Śródmieście i Zandka.